# Tetrops rosarum
Tetrops rosarum är en skalbaggsart som beskrevs av Cherepanov 1975. Tetrops rosarum ingår i släktet Tetrops och familjen långhorningar. Inga underarter finns listade i Catalogue of Life.